# Râul Valea Boului, Cerna
Râul Valea Boului este un curs de apă, afluent al râului Peștiș. 